# Flughafen Lombok (Mataram)

i7
i11
i13
Der internationale Flughafen Lombok (indonesisch Bandara Internasional Lombok, IATA-Code: LOP, ICAO-Code: WADL) ist der Flughafen von Mataram, der Hauptstadt der indonesischen Provinz Nusa Tenggara Barat.

## Geschichte
Er wurde am 1. Oktober 2011 eröffnet und löste damit den bisherigen Flughafen Selaparang Airport auf derselben Insel Lombok ab. Wegen steigenden Touristenaufkommens auf der Insel Lombok war der alte Flughafen Selaparang Airport, der ein maximales Passagieraufkommen von bis zu 850.000 Fluggästen pro Jahr abfertigen konnte, zu klein geworden.
Seit den 1990er Jahren laufen die Planungen für den Bandara International Lombok Airport, der sich in Tanak Awu, rund 30 Kilometer südöstlich der Inselhauptstadt Mataram befindet.

## Flugbetrieb
Es fliegen die Fluggesellschaften Garuda Indonesia, AirAsia, Lion Air, Scoot, Trigana Air Service, Merpati Nusantara Airlines und Silk Air den Bandara International Lombok Airport an.